# Rueda de Jalón
Rueda de Jalón – gmina w Hiszpanii, w prowincji Saragossa, w Aragonii, o powierzchni 107,37 km². W 2011 roku gmina liczyła 345 mieszkańców.